# Львівський міжнародний літературний фестиваль
Львівський міжнародний літературний фестиваль (скор. Літфест) — літературно-мистецький фестиваль, який з 1997 року щовересня відбувається у межах «Форуму видавців у Львові».
Організатор — ГО «Форум видавців».
За роки існування у Фестивалі взяли участь 536 письменників з 38-ти країн світу та України.

## Історія
1997 — від Форуму відокремлюється Літературний фестиваль, надзвичайно популярний серед західноукраїнської молоді.
2001 — у Літературному фестивалі починають брати участь іноземні гості.
2006 — Літературний фестиваль стає міжнародним.

## Фокусні теми Фестивалю
Щороку визначається фокусна тема Фестивалю, яка стає об'єднувальною для ряду дискусій, зустрічей і круглих столів.
2006 — Межі Європи
2007 — Різні Європи, різні літератури
2008 — Література в епоху мас-медіа
2009 — Сучасна література: національне vs глобальне
2010 — Діалог поколінь
2011 — Українське книговидання в умовах кризи: час змін
2012 — Подорожі до літератури
2013 — Жінка у світі, що змінюється
2014 — Коротке XX століття – велика епоха

## Основні заходи

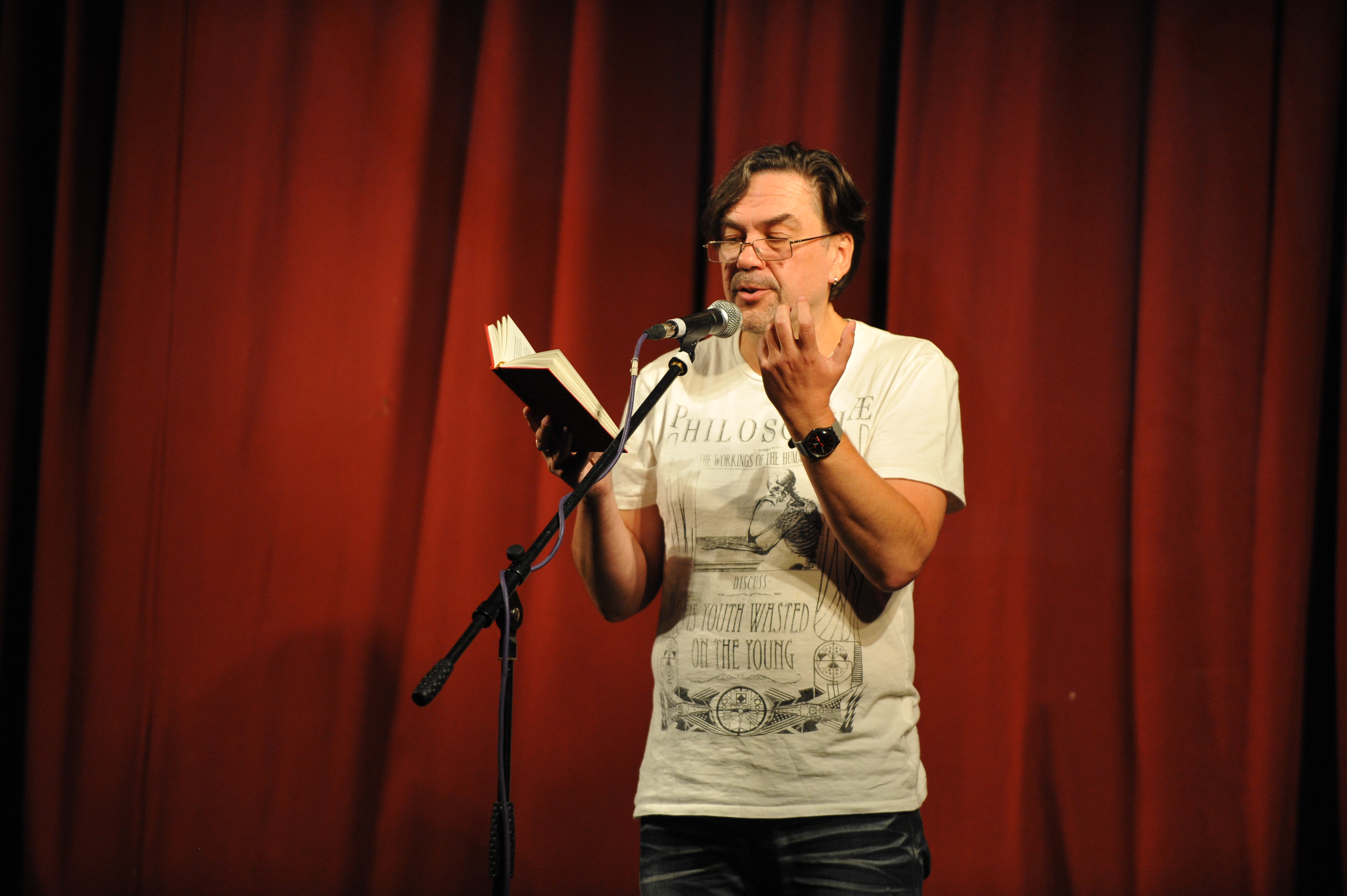
Юрій Андрухович на Ночі поезії і музики нон-стоп

- Конкурс і фестиваль «Молода Республіка Поетів»
- Ніч поезії та музики non-stop[1]
- Міжнародний перекладацький фестиваль «TRANSLIT»
- Фестиваль культурного менеджменту і літературної критики «КОНТЕКСТ»

Усього за період існування в межах Фестивалю відбулося близько 1 200 подій. 313 подій відбулося в межах восьмого Львівського міжнародного фестивалю (2013 р.).
Підсумком щороку стає альманах, у якому публікуються тематичні тексти та уривки з творів учасників Літфесту. Альманах передається в бібліотеки, фонди, культурні центри.

## Учасники
Найвідоміші іноземні учасники:
- Юстейн Гордер

- Зиґмунт Бауман
- Януш Леон Вишневський
- Данута Валенса
- Ольга Токарчук
- Мартін Поллак
- Ерленд Лу
- Марек Краєвський
- Адам Міхнік
- Лев Рубінштейн
- Татьяна Толстая
- Терезія Мора
- Анна "Умка" Герасимова
- Джеремі Стронґ
- Лінор Горалік

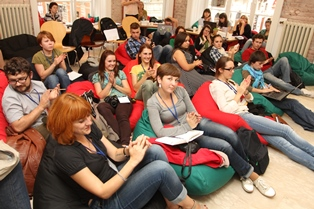
Ворк-шоп у межах Фестивалю КОНТЕКСТ (2013 р.)

Усім відомо, і ми цього не приховуємо, що зірки першої величини до нас не їздять. Не тому, що це Форум, а тому, що це Україна з її специфічним ринком. Ми запрошуємо таким чином: приходить до нас якийсь автор і каже: «Я познайомився з дуже гарним автором з Македонії, його треба запросити на форум». Ми, знаючи цього автора, і те, що він поганого не порадить, з радістю запрошуємо таку людину на форум і тоді ось цей автор (наприклад, з Мексики) знаходить собі у Мексиці фінансування на дорогу, а тут ми на себе беремо його проживання, харчування і забезпечення його участі у різних заходах форуму. І, як показує досвід, навіть, якщо приїжджає невідомий українцям автор, то потім (переважно за два-три роки) з’являються переклади його книжок. Це є такий прямий і безпосередній вплив Форуму видавців на літературний процес в Україні.
Олександра Коваль, президент ГО "Форум видавців"''

На Літфест регулярно приїжджають українські письменники: Оксана Забужко, Юрій Андрухович, Віктор Неборак, Ірен Роздобудько, Світлана Поваляєва, Тарас Прохасько, Таня Малярчук, Лариса Денисенко, Юрій Покальчук, Наталка Сняданко, Сергій Жадан, Ірена Карпа, Юрій Іздрик, Любко Дереш та ін.
З 2010 року до програми додано музичну складову. З того часу на Літфесті встигли відіграти концерти гурти «Перкалаба», «Даха-Браха», «АУКЦЫОН», «Пропала грамота», «Запаска», Сергій Жадан і «Собаки в Космосі», Тарас Чубай, Ольга Богомолець та ін.